# Jean-Kasongo Banza
Jean-Kasongo Banza (ur. 26 czerwca 1974 w Kinszasie, zm. 7 czerwca 2024 tamże) – kongijski piłkarz grający na pozycji napastnika.

## Kariera klubowa
Karierę piłkarską Banza rozpoczął w klubie AS Vita Club z Kinszasy. Zadebiutował w nim w 1995 roku w pierwszej lidze Demokratycznej Republiki Konga. Grał w nim do 1996 roku.
W 1996 roku Banza przeszedł do tureckiego Gençlerbirliği z Ankary. Na początku 1997 roku wyjechał do Korei Południowej i najpierw grał tam w Jeonnam Dragons, a następnie w Seongnam Ilhwa Chunma. W 1998 roku wrócił do AS Vita Club, a w połowie roku odszedł do tunezyjskiego CS Sfaxien.
Latem 1999 roku Banza został zawodnikiem VfL Wolfsburg. W niemieckiej Bundeslidze zadebiutował 13 sierpnia 1999 w zwycięskim 2:1 domowym meczu z TSV 1860 Monachium, w którym strzelił gola. W Wolfsburgu grał przez sezon, a w 2000 roku odszedł z niego do drugoligowego MSV Duisburg. W MSV występował przez cały sezon 2000/2001.
W 2001 roku Banza wrócił do CS Sfaxien, a w sezonie 2002/2003 występował w innym tunezyjskim klubie, Olympique Béja. W nim też w 2003 roku zakończył swoją karierę.

## Kariera reprezentacyjna
W reprezentacji Zairu Banza zadebiutował w 1996 roku i w tym samym roku został powołany do kadry na Puchar Narodów Afryki 1996. Na tym turnieju był rezerwowym i nie rozegrał żadnego spotkania.
W 1998 roku Banza był w kadrze Demokratycznej Republiki Konga na Puchar Narodów Afryki 1998. Zajął z nią 3. miejsce w tym turnieju, a jego dorobek to 5 meczów: z Togo (2:1), z Tunezją (1:2), z Ghaną (1:0), ćwierćfinał z Kamerunem (1:0) i o 3. miejsce z Burkina Faso (4:4, k. 1:4), w którym strzelił jednego z goli.
W 2000 roku Banza wziął udział w Pucharze Narodów Afryki 2000. Zagrał na nim w trzech spotkaniach: z Algierią (0:0), z Republiką Południowej Afryki (0:1) i z Gabonem (0:0).